# Christian-Schad-Stiftung Aschaffenburg

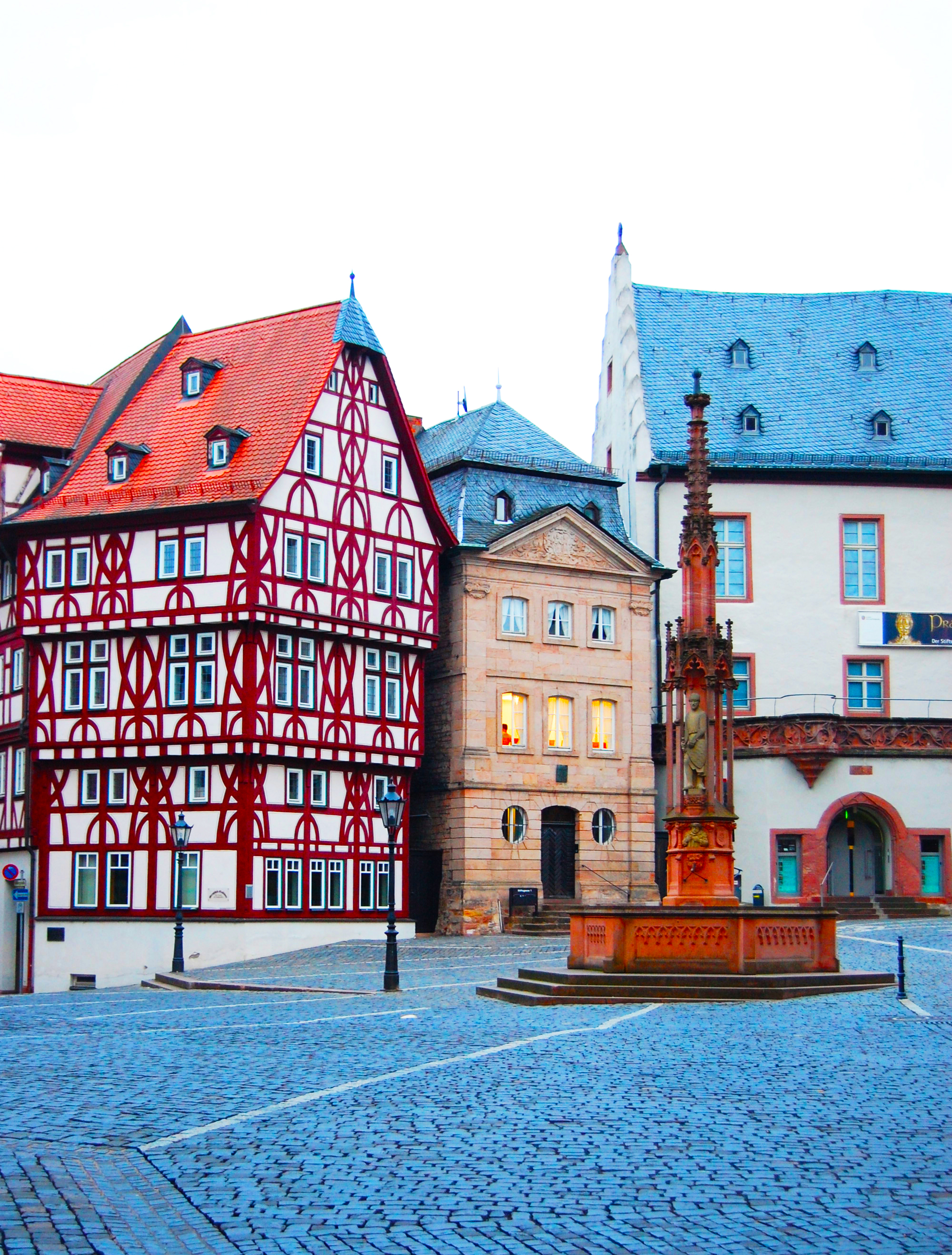
Siedziba fundacji (budynek po lewej)

Christian-Schad-Stiftung Aschaffenburg (pl. Fundacja Christian Schada) – organizacja opiekująca się oraz promująca dziedzictwo Christiana Schada (1894-1982).
Organizacja zarządza spadkiem przekazanym w 2000 roku przez wdowę po artyście na rzecz miasta Aschaffenburg. Najważniejszym celem fundacji jest opracowanie naukowe zgromadzonych dzieł sztuki oraz ich promocja poprzez rozpowszechnianie wiedzy o nich. Zbiory te obejmują: obrazy, odręczne rysunki, druko-grafiki, schadografie, liczne kolaże oraz prace na tynku. W sumie jest ich około 800.